# Стэнли, Анна
Анна Стэнли (англ. Anne Stanley; май 1580 — примерно 8 октября 1647) — английская аристократка, дочь Фердинандо Стэнли, 5-го графа Дерби, гипотетический претендент на английскую корону в конце правления Елизаветы I. В 1601 году рассматривалась как возможная невеста наследника русского престола Фёдора Годунова. В первом браке была замужем за Греем Бриджесом, 5-м бароном Чандосом, во втором — за Мервином Туше, 2-м графом Каслхейвеном. В 1630 году обвинила второго мужа в том, что он вместе со слугой-любовником её изнасиловал, из-за чего Туше приговорили к смерти и казнили.

## Биография
Анна Стэнли родилась в мае 1580 года в семье Фердинандо Стэнли, лорда Стрейнджа, впоследствии 5-го графа Дерби, и его жены Элис Спенсер и стала старшей из трёх дочерей. Её отец был правнуком Марии Тюдор, сестры Генриха VIII. Согласно завещанию Генриха, именно к этой ветви династии должна была перейти корона после смерти бездетной Елизаветы I. Бабка Анны, Маргарет Клиффорд, считалась гипотетической наследницей престола до своей смерти в 1596 году. Её права перешли к Анне, но Елизавета решила сделать своим наследником Якова VI Стюарта, короля Шотландии, правнука другой сестры Генриха VIII — Маргариты.
В 1594 году умер Фердинандо Стэнли. Титул графа Дерби не может переходить по женской линии, так что следующим графом стал младший брат умершего Уильям. Права на титулы барона Стэнли, барона Моуна и барона Стрейнджа из Нокина перешли к дочерям Фердинандо, причём ко всем в равной мере, так как право первородства в Англии не распространялось на женщин. Эти титулы перешли в состояние ожидания, а связанные с ними земельные владения были разделены на три равных части. Власть над островом Мэн стала предметом судебного разбирательства, закончившегося только в 1609 году: её получил граф Уильям, выплативший племянницам компенсацию. Одной только Анне досталось 8 тысяч фунтов стерлингов отступного, так что она стала богатой наследницей.
Все три сестры заключили престижные браки. Фрэнсис стала женой Джона Эгертона, 1-го графа Бриджуотера, Элизабет — женой Генри Гастингса, 5-го графа Хантингдона. Относительно Анны в 1601 году велись переговоры с Москвой: Елизавета I предложила её руку наследнику царского престола Фёдору Годунову (в 1605 году, после смерти отца, он царствовал полтора месяца и был убит). В дипломатической переписке королева называла предполагаемую невесту «дочерью нашего кузена графа Дерби», «особой нашей королевской крови, обладающей большим имуществом, чем любой подданный в пределах нашего королевства». Переговоры были прерваны под тем предлогом, что Анна была намного старше Фёдора. По одним данным, от идеи брака отказался Лондон, по другим — Москва.
Анна в 1607 году вышла замуж за Грея Бриджеса, 5-го барона Чандоса, и поселилась с ним в замке Садли в Глостершире. В этом браке родились шесть детей — трое сыновей, один из которых умер ребёнком, и три дочери. В 1621 году барон умер, три года спустя Анна вступила во второй брак — с сэром Мервином Туше, 9-м бароном Туше и 12-м бароном Одли из Хейли в Англии, 2-м бароном Одли из Орье и 2-м графом Каслхейвен в Ирландии.
Туше был богат в первую очередь благодаря обширным землям в Ирландии, пожалованным короной его отцу, но владел поместьями и в Англии. Супруги жили в поместье Фонтхилл Гиффорд в Уилтшире. Граф был на восемь или 13 лет моложе жены, для него это тоже был второй брак, причём в первом родились четыре сына и три дочери. Старшего из сыновей, Джеймса, он женил на старшей падчерице, Элизабет, чтобы наследство Стэнли не ушло из семьи.
В 1630 году брак сэра Мервина и Анны стал предметом общественного обсуждения. Джеймс Туше, пасынок и зять графини, сообщил Тайному совету, что его отец — содомит и насильник. По его словам, граф сделал любовниками двух своих слуг, одного из которых заставил вступить в сексуальную связь с Элизабет. Графиня поддержала эти обвинения, заявив, что дом Туше заражён развратом и что муж удерживал её, пока один из слуг-любовников, Джайлс Бродвей, насиловал. Графа арестовали и отдали под суд пэров. Он утверждал, что жена и сын пытаются совершить судебное убийство ради корысти, а также что женщина не может свидетельствовать против своего мужа. Последнее возражение суд отклонил, отметив, что в этом случае графиня может быть признана жертвой преступления.
Суд привлёк всеобщее внимание, так что его обсуждали даже в американских колониях. В конце концов пэры единогласно признали виновность сэра Мервина в изнасиловании и большинством голосов — в содомии. Графа приговорили к смертной казни. 14 мая 1631 года его обезглавили, позже повесили его предполагаемых любовников. Граф и Джайлс Бродвей в своих предсмертных речах назвали Анну распутной женщиной; сестра графа Элеонора считала её и остальных женщин из рода Стэнли виновницами случившегося, публично называла «Иезавелью» и «лживой Сатаной». Анне и Элизабет пришлось обратиться к королю за помилованием. Мать Анны, вдовствующая графиня Дерби Элис Стэнли, забрала у неё детей и отказалась от общения с дочерью и старшей внучкой, пока помилование не будет получено.
Когда Карл I помиловал обеих дам, Анна зажила спокойной жизнью под именем леди Чандос. Ей по-прежнему принадлежала часть земель Бриджесов, полученная в качестве «вдовьей доли», в 1637 году она унаследовала часть владений матери. Анна умерла в октябре 1647 года и была похоронена в поместье Хэрфилд.

## Семья
В браке Анны Стэнли и Грея Бриджеса, 5-го барона Чандоса, родились:
- Элизабет (1614/15—1679), жена Джеймса Туше, 3-го графа Каслхейвена[4];
- Роберт (умер ребёнком)[4];
- Фрэнсис, жена Эдуарда Фортескью[4];
- Анна, жена NN Тортесона[4];
- Джордж (1620—1652), 6-й барон Чандос[4];
- Уильям (1621—1676), 7-й барон Чандос[4].